# Кар (врач)
Кар — древнеегипетский придворный врач времён VI династии, вероятно, живший в период долгого правления фараона Пиопи II (ок. 2278—2184 годы до н. э.).

## Биография
Кар носил титулы «дворцовый лекарь» и «хранитель тайн фараона».
О Каре стало известно случайно. Современные разорители гробниц обнаружили гробницу Нианх-нисут, что повлекло обширные раскопки территории. Неподалёку, у Ступенчатой пирамиды в 2001 году была найдена гробница Кара. Она представляет собой небольшой погребальный комплекс с часовней, открытым двором, мастабой, шахтой, погребальной камерой и стеной вокруг гробницы. Известняковый антропоморфный саркофаг был найден открытым. Исследование учёными в 2006 году мумифицированных останков показало, что их владелец скончался в возрасте приблизительно 50 лет. Причиной смерти стала старость, следов болезни не обнаружено. На мумию ушло много метров льняной ткани, сама она украшена расписными картонажами, на лице изображение мужского лица покойного с бородкой. Мумия Кара является древнейшей мумией swnw-лекаря. Как многие другие саккарские гробницы, захоронение Кара также использовалось в прошлом для повторных захоронений.
В гробнице находился ряд примечательных артефактов. Возле головы Кара лежали медные хирургические инструменты с отверстием для подвешивания в специальной коробочке. Эти инструменты, возможно, древнейшие из найденных. Теперь они выставлены в Музее Имхотепа. Причисление инструментов к хирургическим оспаривается, поскольку подобное находили в других гробницах Древнего царства людей разных профессий. Найденные предметы могли быть рабочими инструментами.
В гробнице найдены 22 бронзовые фигурки божеств (Птах, Гарпократ, Исида) и статуя врачевателя периода III династии Имхотепа, хранившуюся в тайнике вне гробницы. Среди изображений в гробнице указана супруга Кара по имени Гефи, служившая жрицей Хатхор.